# Bruant du Cap
Emberiza capensis
Espèce
Statut de conservation UICN

 LC  : Préoccupation mineure
Le Bruant du Cap (Emberiza capensis) est une espèce de la famille des Emberizidae.

## Liste des taxons de rang inférieur
Liste des sous-espèces selon GBIF (15 mai 2021) :
- Emberiza capensis subsp. basutoensis (Vincent, 1950)
- Emberiza capensis subsp. bradfieldi (Roberts, 1928)
- Emberiza capensis subsp. capensis
- Emberiza capensis subsp. cinnamomea (M.H.K.Lichtenstein, 1842)
- Emberiza capensis subsp. limpopoensis (Roberts, 1924)
- Emberiza capensis subsp. nebularum (Rudebeck, 1958)
- Emberiza capensis subsp. plowesi (Vincent, 1950)
- Emberiza capensis subsp. reidi (Shelley, 1902)
- Emberiza capensis subsp. smithersii (Plowes, 1951)
- Emberiza capensis subsp. vinacea Clancey, 1963

## Systématique
Le nom scientifique complet (avec auteur) de ce taxon est Emberiza capensis Linnaeus, 1766.
Ce taxon porte en français le nom vernaculaire ou normalisé suivant : Bruant du Cap,.